# 三和街道
三和街道是中华人民共和国广东省惠州市惠阳区下辖的一个街道办事处。

## 行政区划
三和街道下辖以下村级行政区划单位：
惠阳经济开发区社区、拾围村、象岭村、莲塘面村、全坑村和铁门扇村。